# Municipio de Hamilton (condado de Harrison)
El municipio de Hamilton (en inglés: Hamilton Township) es un municipio ubicado en el condado de Harrison en el estado estadounidense de Misuri. En el año 2010 tenía una población de 137 habitantes y una densidad poblacional de 1,24 personas por km².

## Geografía
El municipio de Hamilton se encuentra ubicado en las coordenadas 40°31′31″N 94°4′13″O / 40.52528, -94.07028. Según la Oficina del Censo de los Estados Unidos, el municipio tiene una superficie total de 110.22 km², de la cual 109,56 km² corresponden a tierra firme y (0,6 %) 0,67 km² es agua.

## Demografía
Según el censo de 2010, había 137 personas residiendo en el municipio de Hamilton. La densidad de población era de 1,24 hab./km². De los 137 habitantes, el municipio de Hamilton estaba compuesto por el 96,35 % blancos, el 0,73 % eran asiáticos y el 2,92 % eran de una mezcla de razas. Del total de la población el 0 % eran hispanos o latinos de cualquier raza.